# 신능중학교
신능중학교(新陵中學校)는 대한민국 경기도 고양시 덕양구에 있는 공립 중학교로, 2013년 혁신학교로 지정되었다. 
‘다름 속에 나를 찾고 성장하는 신능인’이라는 교육 목표를 가지고, 학생들이 저마다의 장점을 찾아 성장하고 즐거운 학교 생활을 누릴 수 있도록, 교과 수업과 삶을 연결하고 학생자치를 강화하여 자기주도적 역량을 기르는 데 중점을 두어 교육과정을 운영하고 있다. 공연이 가능한 소강당(한빛마루)과 두루딱딱이 광장, 도서관 옆 휴식 마당, 몸과 마음의 건강을 돕는 탁구실(도담누리)과 상담 공간(마음누리) 등을 마련하여 학생들의 안전하고 평화로운 학교 생활을 돕고 있다. 경기도 고양시 덕양구 충장로 78에 위치해 있다.

## 학교 연혁
- 1996년 7월 18일 : 신능중학교 설립인가(30학급)
- 1996년 9월 1일 : 신능중학교 개교(학급편성 6학급)
- 1996년 9월 1일 : 초대 최경로 교장 취임
- 1998년 2월 15일 : 제1회 졸업식 (남 43명, 여 38명 계 81명)
- 2019년 3월 1일 : 제8대 유혜숙 교장 취임
- 2019년 3월 1일 : 17학급 편성(1학년 5학급, 2학년 5학급, 3학년 7학급)
- 2020년 12월 31일 : 제24회 졸업식 (5학급 134명, 연인원 5,993명)
- 2021년 3월 2일 : 입학식(5학급 129명)
- 2023년 3월 2일 : 제9대 강학주 교장 취임

## 참고 자료
- 신능중학교 - 한국교육학술정보원 학교알리미